# Hada plumbica
Hada plumbica là một loài bướm đêm trong họ Noctuidae.